# Seleção Georgiana de Voleibol Feminino
A seleção georgiana de voleibol feminino é uma equipe europeia composta pelas melhores jogadoras de voleibol da Geórgia. A equipe é mantida pela Federação Georgiana de Voleibol (Georgian Volleyball Federation). A seleção se encontra na 125ª e última posição no ranking mundial da FIVB segundo dados de 6 de outubro de 2015.